# 2008年北京オリンピックのラオス選手団
2008年北京オリンピックのラオス選手団（2008ねんペキンオリンピックのラオスせんしゅだん）は、2008年8月8日から8月24日まで開催された2008年北京オリンピックにおけるラオス選手団の名簿および記録。選手名及び所属・記録は2008年当時のもの。

## 種目別選手

### 陸上競技
- ソークサヴェン・トンサックスヴァ（Souksavanh Tonsacktheva、男子100m一次予選敗退）
- フィレイレック・サックパシュー（Philaylack Sackpaseuth、女子100m一次予選敗退）

### 競泳競技
- テッピタック・チンダヴォン（Thepphithak Chindavong、男子50m自由形一次予選敗退）
- ヴィラフォン・ヴォンファッチャン（Vilayphone Vongphachanh、女子50m自由形一次予選敗退）